# Näsölen
Näsölen (Näsöl, Näsöln) är en sjö i Melleruds kommun i Dalsland och ingår i Göta älvs huvudavrinningsområde. Sjön är 28 meter djup, har en yta på 3,31 kvadratkilometer och befinner sig 68,1 meter över havet. Sjön avvattnas av vattendraget Holmsån. Sjön delas ungefär på mitten av näset Harehalsen till en östlig och en västlig del, som har förbindelse med varandra endast genom en vassrugg.

## Delavrinningsområde
Näsölen ingår i det delavrinningsområde (652001-130253) som SMHI kallar för Utloppet av Näsölen. Medelhöjden är 114 meter över havet och ytan är 26,18 kvadratkilometer. Det finns inga avrinningsområden uppströms utan avrinningsområdet är högsta punkten. Holmsån som avvattnar avrinningsområdet har biflödesordning 2, vilket innebär att vattnet flödar genom totalt 2 vattendrag innan det når havet efter 163 kilometer. Avrinningsområdet består mestadels av skog (57 procent) och jordbruk (17 procent). Avrinningsområdet har 3,7 kvadratkilometer vattenytor vilket ger det en sjöprocent på 14,1 procent.

## Namnet
Första delen av namnet syftar på de näs som finns i sjön, och den senare delen kommer från det fornsvenska "hyl", senare "höl" och "hölj", som betyder "djup vattensamling". Näsölen omnämns, i en anteckning om gränsmärken, i äldre västgötalagen (ca 1325) som "Næshyl". I lantmäterihandlingar från 1700-talet förekommer även namnen "Nässöhls Siön", "Nähsöhl Lacus", "Sjön Näs-Öhl", "Siön Näsöhl" samt "Näsöls Sjön" . 

## Ekologi
Abborre, gädda, mört, röding, sutare, nors, siklöja, öring, benlöja, hornsimpa, stensimpa, gers och gös uppges i sportfiskesammanhang finnas i Näsölen. Signalkräftor har planterats in i sjön. År 1851 skrevs det att "Wimba (Coregonus Wimba), som fiskas uti (...) Näsöl, är berömd för sin godhet".